# Lijst van Stolpersteine in Maassluis

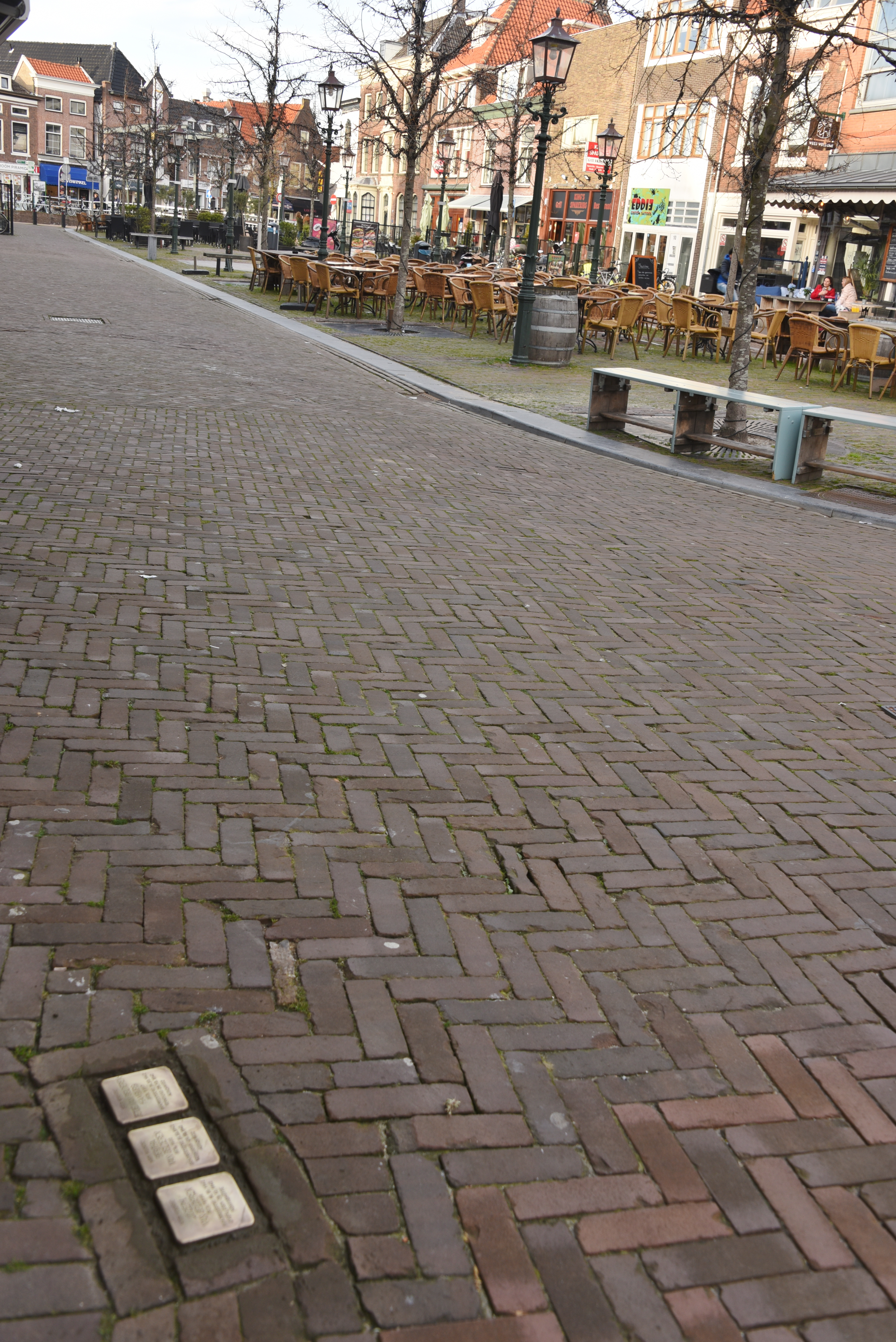
Stolpersteine voor familie Van Gelderen in Maassluis

De lijst van Stolpersteine in Maassluis geeft een overzicht van de gedenkstenen in de gemeente Maassluis in de Nederlandse provincie Zuid-Holland die zijn geplaatst in het kader van het Stolpersteine-project van de Duitse beeldhouwer-kunstenaar Gunter Demnig. Omdat het Stolpersteine-project doorloopt, kan deze lijst onvolledig zijn.

## Stolpersteine
Maassluis heeft vijf Stolpersteine op twee adressen.
| Afbeelding | Inscriptie                                                                                              | Adres                    | Herdachte persoon                      |
| ---------- | --- | ------------------------ | -------------------------------------- |
|            | HIER WOONDE ABRAHAM COLTOF GEB. 1886 GEARRESTEERD 18.10.1942 VERMOORD 26.10.1942 AUSCHWITZ              | Maassluis, Noordvliet 69 | Abraham Coltof (1886-1942)             |
|            | HIER WOONDE ROSA COLTOF-KAN GEB. 1886 GEARRESTEERD 18.10.1942 VERMOORD 26.10.1942 AUSCHWITZ             | Maassluis, Noordvliet 69 | Rosa Colthof-Kan (1886-1942)           |
|            | HIER WOONDE BERTHA VAN GELDEREN GEB. 1922 GEARRESTEERD 18.10.1942 VERMOORD 26.10.1942 AUSCHWITZ         | Maassluis, Markt 1       | Bertha van Gelderen (1922-1942)        |
|            | HIER WOONDE JOZEPH VAN GELDEREN GEB. 1888 GEARRESTEERD 18.10.1942 OVERLEDEN 29.12.1942 KÖNIGSHÜTTE      | Maassluis, Markt 1       | Jozeph van Gelderen (1888-1942)        |
|            | HIER WOONDE JETJE VAN GELDEREN- HAMBURG GEB. 1887 GEARRESTEERD 18.10.1942 VERMOORD 26.10.1942 AUSCHWITZ | Maassluis, Markt 1       | Jetje van Gelderen-Hamburg (1887-1942) |

## Data van plaatsingen
- 31 oktober 2014: Maassluis